# Baba Moustapha
Baba Moustapha, właśc. Mahamat Moustapha (ur. 1952, zm. 1982) – czadyjski pisarz, dramaturg, tworzący w języku francuskim. Prócz dramatów pisał także opowiadania i eseje.
Autor kilku dramatów, podejmujących trudną tematykę współczesnej rzeczywistości afrykańskiej. Wydana pośmiertnie sztuka Commandant Chaka (1983), uznawana za najlepsze dzieło Moustaphy, jest ubraną w historyczny kostium rozprawą z typową dla wielu państw afrykańskich dyktaturą wojskową. Wśród pozostałych jego dzieł wymienić można dramaty Le Maitre des Djinns, Le Souffle de l’Harmattan i Makarie aux Épines.
Zmarł w wyniku nieszczęśliwego wypadku: wykrwawił się na śmierć po zranieniu się przypadkowo rozbitym szkłem okna.
Jego imię nosi czadyjskie Stowarzyszenie Artystyczne i Kulturalne – Teatr Żywy im. Baby Moustapha. Jest to grupa teatralna, która realizuje przedstawienia według tekstów najlepszych dramaturgów afrykańskich, tym także samego Moustaphy. Jest też pierwszą czadyjską trupą teatralną, która występowała w teatrach zagranicznych (1986: Kamerun, 1988: Republika Środkowoafrykańska, 1989: Benin, Togo, Burkina Faso).